# ماهی آبنوس دریایی
ماهی آبنوس دریایی (نام علمی: Spinachia spinachia) نام یک گونه از تیره ماهی آبنوس است.این ماهی یک گونه ماهی کف زی و آب لب شور است.این گونه ماهی در قسمت شمال شرقی اقیانوس اطلس زندگی می کند.این ماهی می‌تواند تا ۲۲سانتی متر رشد کند.